# Amauris vashti
Amauris vashti is een vlinder uit de familie Nymphalidae, onderfamilie Danainae.
De wetenschappelijke naam van de soort is voor het eerst geldig gepubliceerd in 1869 door Arthur Gardiner Butler.